# Municipio de Cuerámaro
El municipio de Cuerámaro es uno de los 46 municipios del estado de Guanajuato, en México.

## Medio físico y geográfico
El municipio de Cuerámaro se localiza en el ángulo sudoeste del estado de Guanajuato, entre los 20°42’ y 20°32’ de latitud norte y los 101°35’ y 101°47’ de longitud oeste. Tiene por cabecera a la ciudad de Cuerámaro y colinda al norte con los municipios de Manuel Doblado, Romita y Abasolo; al sur, con el de Pénjamo; al oriente, con el de Abasolo y al poniente con el de Manuel Doblado.
El territorio cueramarense se asienta sobre las amplias llanuras del Bajío guanajuatense; pero también parcialmente, al poniente, en la subprovincia de los Altos de Jalisco, que empieza en la sierra de Pénjamo. Es en esta parte donde se presentan las principales elevaciones del municipio, sirviendo de límite, por ese lado, a la región del Bajío guanajuatense.
Por su configuración topográfica, el mapa del territorio cueramarense se divide virtualmente en dos partes, en forma diagonal de noroeste a sureste, de la siguiente manera: una parte plana al oriente, asentada en el Bajío guanajuatense, y otra, de menor superficie, al poniente, ocupando parte de los Altos de Jalisco. La parte plana, donde se asienta la ciudad cabecera, se encuentra a una altitud promedio de 1,720 metros sobre el nivel del mar. La principal elevación en el municipio corresponde a una parte de la sierra de Pénjamo, conocida como Cerro del Fuerte, con altitud de 2,500 m sobre el nivel del mar. En la falda de este cerro existen manantiales inexplotados de aguas termales, principalmente cerca de Tupátaro y San Gregorio.
El municipio de Cuerámaro pertenece a la Región Hidrológica N.º 12, "Lerma Santiago", cuenca Río Lerma–Salamanca, subcuenca Río Turbio–Corralejo. El río Turbio le sirve de límite y colindancia con el municipio de Abasolo. Por su territorio corren los arroyos Hondo, la Sauceda, Barrancas y la Cieneguilla, y para el almacenamiento estacional cuenta con receptores como la Cieneguilla, la Presita, el Coyote, San Félix, la Alberca de Tres Villas y otros bordos. El más importante almacén hidráulico de la región es la Presa del Aguacate —que actualmente pertenece al municipio de Pénjamo, aunque fue construida por don Manuel de la Canal como parte de la hacienda de Cuerámaro durante la primera mitad del siglo XVIII—.

## Historia
A principios del siglo XVI, los límites del Reino de Michoacán y los del imperio azteca dejaban al margen de sus dominios el territorio localizado al norte del río Grande de Toluca (Lerma). Ese territorio estaba habitado por diversos grupos de nómadas conocidos genéricamente como chichimecas, epíteto que significa "perros que arrastran la soga". Los principales grupos chichimecas eran cuatro, y se identificaban como guachichiles, pames, zacatecos y guamares. El territorio del actual municipio de Cuerámaro quedaba comprendido en los dominios de los guamares; sin embargo, debido a la amplitud de las regiones ocupadas por las distintas tribus y por la inestabilidad de sus límites y de los mismos grupos, la frontera con el río Grande era una zona marginal disputada, cohabitada o dominada por guamares, guachichiles y michoacanos.
Cuando llegaron los españoles, la región cueramarense ya se encontraba prácticamente deshabitada. La conquista y ocupación por parte de los hispanos se dio a principios de 1530, con la incursión de Nuño de Guzmán por el actual estado de Guanajuato. Nuño cruzó el Río Grande en el Paso de Nuestra Señora. En ese mismo lugar, Paso de Nuestra Señora de la Purificación, se marcó el fin del reino de Michoacá: luego de que los españoles le arrebataron los últimos tesoros a Tanganxoan II, y de después de haber sido torturado cruelmente, el Caltzonzin fue quemado vivo, y sus cenizas arrojadas al río. Siguió Nuño por Pénjamo, dejando a Juan de Villaseñor Orozco en Paso de Nuestra Señora —por ser este el límite de su encomienda de Puruándiro— con el fin de mantener el dominio de la frontera sometida.
Convertidos los españoles en señores del territorio conquistado, una de sus inminentes preocupaciones fue resolver el problema de la producción agrícola para recobrar su pan de Castilla (el trigo) y otros alimentos de los que hasta entonces se habían privado. Los recursos vegetales y los animales domésticos comestibles, en general, eran pobres en las nuevas tierras. Los españoles no habían encontrado más que maíz, frijol y “gallinas de tierra” o guajolotes, y hasta entonces habían tenido que contentarse con los alimentos que les daba la tierra y los que les proporcionaban los indígenas, principalmente maíz tostado y tortillas. Les faltaban, además, animales de carga, vacas, carneros y cerdos. Así pues, más por fuerza de las circunstancias que por un verdadero deseo o vocación, los soldados españoles, tan poco inclinados en un principio a las labores del campo, se fueron interesando en ellas para hacer producir la vasta superficie de la tierra conquistada, aprovechándose de la abundante mano de obra que les representaba la población indígena sometida. Sin embargo, para que eso funcionara, había que obtener primero el dominio particular y la posesión legal de la tierra.
Las primeras mercedes en el actual estado de Guanajuato comenzaron a darse hacia 1538, y más frecuentemente a partir de 1540, a raíz de la guerra contra los chichimecas y como resultado de la Guerra del Mixtón. Entre los principales beneficiados estuvo Juan de Villaseñor Orozco, quien directamente o a través de sus hijos recibió varias mercedes en territorio de los actuales municipios de Cuerámaro, Pénjamo y Manuel Doblado, además de muchos otros lugares del estado de Michoacán. La Hacienda de San Francisco Cuerámaro, que dio origen a la actual ciudad cabecera, fue establecida por el capitán Juan de Villaseñor Orozco conforme a la merced de 8 de enero de 1543, que le fue otorgada por el virrey don Antonio de Mendoza a nombre de su hijo Diego de Orozco.
A través de tres siglos, la hacienda fundada por Juan de Villaseñor Orozco fue pasando a manos de diversos propietarios, algunas veces por sucesión testamentaria, otras por venta voluntaria y otras por remate para cubrir las enormes deudas que pesaban sobre ella. En 1762 fue adquirida por la comunidad de la Sagrada Religión de Clérigos Regulares Ministros de los Agonizantes de San Camilo de Lelis, conocida como los padres camilos. Los camilos la mantuvieron en su poder hasta 1858, cuando tuvieron que venderla por efecto de la Ley Lerdo (1856) referente a la desamortización de los bienes de las comunidades religiosas y civiles. La hacienda fue adquirida entonces por Agapito de Anda, quien de acuerdo con el espíritu de la Ley Lerdo y de las Leyes de Reforma, fraccionó el territorio cueramarense y fundó la Congregación de Cuerámaro.
El municipio de Cuerámaro se estableció según el Decreto número 6, expedido el 12 de noviembre de 1869 por el gobernador del Estado, Florencio Antillón, abarcando el territorio que tenía la hacienda de Cuerámaro, la de Tupátaro y la de San Gregorio. Al mismo tiempo, la Congregación de Cuerámaro fue elevada al rango de pueblo y cabecera municipal, con el nombre oficial de Cuerámaro de Degollado. Cien años después, siendo presidente municipal don José Vicente Canchola, el pueblo de Cuerámaro fue elevado a la categoría política de Ciudad, según el Decreto Número 132, expedido por Manuel M. Moreno, gobernador constitucional de Guanajuato.

## Toponimia y el escudo de Cuerámaro
A mediados del siglo XVI, cuando los españoles se asentaron en la región cueramarense reconocieron y conservaron su topónimo, aunque no existía ya el primitivo pueblo de Cuerámaro. De esa manera, la principal hacienda allí fundada se conoció durante todo el período de dominación española, y hasta la fundación de la congregación, como SAN FRANCISCO CUERÁMARO. Su territorio se denominaba VALLE DE CUERÁMARO, o simplemente CUERÁMARO. Lo mismo sucedió a mediados del siglo XIX, al ser desamortizada y fraccionada la hacienda de los padres camilos: en el Decreto de 13 de julio de 1867, expedido por el gobierno de Guanajuato para reintegrar el territorio cueramarense al partido de Pénjamo, oficialmente se denomina CUERÁMARO a la recién fundada congregación. Más tarde, en el Decreto de 5 de noviembre de 1869, oficialmente se da al pueblo el nombre de CUERÁMARO DE DEGOLLADO, en honor de don Santos Degollado, a quien se suponía oriundo del lugar. En la actualidad, ya como ciudad, a partir de 1969 oficialmente le ha sido ratificado su primitivo nombre de CUERÁMARO.
El vocablo Cuerámaro encuentra sus raíces en la lengua de Michoacán, tarasco o p’urhépecha. Se habían considerado fundamentalmente dos acepciones para el significado del topónimo. Una es la que definió Cecilio A. Robelo  aceptada por Jiménez Moreno y Fulgencio Vargas,  entre otros, según la cual Cuerámaro significa LUGAR DE OCOTES: de cueramu-ocote y ro-lugar. Otra es la que anota Pedro González y adopta José V. Canchola, por la cual Cuerámaro se deriva del verbo cuerani-librar.  Recientemente, aunque sin mencionar fuente ni justificación alguna, a través de la colección Enciclopedia de los municipios de México, en el tomo correspondiente a Los municipios de Guanajuato se ha difundido otro significado para el topónimo: “al abrigo de los pantanos”.
Según la interpretación que hace Horacio Olmedo Canchola, el vocablo del topónimo kuera-ma-rho (Cuerámaro), se forma con los siguientes elementos:
kuer-á, soltar, desatar, escapar o librar;
ma, sufijo direccional o prosecutivo “de ida”
rho, locativo.
De esa manera, el significado del topónimo Cuerámaro será LUGAR DONDE SE LIBERA O SE SALVA DEL PELIGRO, o también, en sentido figurado, LUGAR DE DEFENSA.
La discrepancia fundamental entre lo que por separado anotan González y Canchola y la composición del vocablo en la forma aquí determinada, estriba precisamente en el significado de la partícula "ma". Pedro González considera esta partícula como numeral (uno), sin tomar en cuenta que el número no puede funcionar como sufijo ni sirve para formar sustantivos, y así compone el vocablo de la siguiente manera: cuera-librar, ma-uno y ro-lugar, pero no concluye sobre el significado conceptual. José V. Canchola toma esa misma composición, pero concluye que significa "LIBRAR UN LUGAR", dando a entender que lo que se libra es el lugar, en vez de los individuos que lo tomaban como refugio, guarida o fortaleza para liberarse de los peligros.
El escudo de armas que adoptó el municipio de Cuerámaro a partir de 1969 fue hecho por Horacio Olmedo Canchola a solicitud del señor José V. Canchola, para ilustrar la primera edición del opusculo Nacimiento y desarrollo de un pueblo: Cuerámaro, haciendo una adaptación de un boceto que existía en el museo de la Alhondiga de Granaditas, en Guanajuato. En el diseño se alude claramente a dos acepciones sobre el topónimo de Cuerámaro, de la siguiente manera:

Primero, respecto a una acepción que se supone significa lugar de ocotes, en el círculo central del escudo se incluye un árbol que representa un curamu (ocote, en tarasco), y atrás de este se dibuja la silueta del cerro de los Chiqueritos, sitio donde se supone que existió el primitivo Cuerámaro. Conviene hacer un paréntesis para aclarar la interpretación que sobre el escudo de Cuerámaro se ha difundido erróneamente en el libro Los municipios de Guanajuato.  Refiriéndose al círculo central del escudo, en esta obra y en otras fuentes que la siguen, se anota: «Al centro del escudo, enmarcado por un círculo, se encuentra dibujado el ahuehuete que se plantó el 27 de septiembre de 1921, para conmemorar la consumación de la independencia de México». Resulta obvia la simpleza de tal interpretación, como si el acto conmemorativo fuera más importante que el hecho conmemorado; en todo caso, de ser esa la razón del árbol en el escudo, se hubieran dibujado dos árboles, puesto que con anterioridad, en 1910, se había plantado también un ahuehuete en el centro de la población, para celebrar el primer centenario del Grito de Independencia. Por otro lado, quien dio tal interpretación no se percató o no quiso tomar en cuenta que el árbol del escudo no está en una zona urbana, sino en campo abierto, significando con ello que se trata de un hito que finalmente se convierte en locativo.

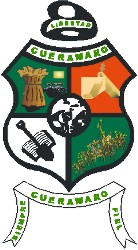
-Escudo del municipio de Cuerámaro.

Segundo, para aludir a otra acepción del topónimo, que conceptualmente se refiere a la defensa, en el sector superior derecho del escudo se representan dos brazos en lucha, uno atacando con una macana y otro deteniendo al primero, en actitud de defensa. Representación válida si se considera la  acepción que hace significar Cuerámaro como lugar de defensa. También en este punto es necesario hacer aclaraciones respecto a la interpretación errónea que sobre este sector del escudo se ha hecho en el libro mencionado, al suponer que «el brazo blanco sosteniendo al moreno que sujeta un mazo, simboliza la llegada de los españoles que impusieron la doctrina católica a los nativos». Igual que la interpretación hecha sobre el círculo central, esta es muy simple, pero además resulta ingenua y romántica, puesto que si se atribuye el color blanco al brazo que sostiene o defiende, y por tanto se supone que este es de un español, tal actitud de defensa por parte del “blanco” más bien haría suponer que la conquista y dominio fuera de los nativos sobre los españoles, y no al contrario. Además, quien tal cosa supone parece ignorar que el Cuerámaro actual nació en los muros de una hacienda agrícola, y no como resultado de la lucha entre indígenas y españoles.

Por último el significado conceptual de los sectores y demás elementos del escudo es como sigue:

Los sectores superior izquierdo del escudo,que representa una gavilla o haz de trigo, y el inferior derecho, que representa una milpa, están contrapuestos en la composición del escudo por la siguiente razón conceptual: teniendo Cuerámaro su origen en una hacienda agrícola, la milpa representa la fecundidad de la tierra en lo que se refiere al grano autóctono (cultura del maíz), en tanto que la gavilla simboliza la fecundidad en lo que se refiere al grano español (cultura del trigo). Ambos sectores, juntos aunque contrapuestos en el mismo escudo, simbolizan el mestizaje agrario que se dio en la hacienda de Cuerámaro, y que actualmente da sustento a la principal actividad del municipio: la agricultura. En algunas fuentes, como el libro Los municipios de Guanajuato, de manera muy simplista se interpretan estos sectores diciendo que el trigo representa la excelente producción que llegó a dar fama a la región, y que las plantas de maíz representan la productividad de los ejidos del municipio.

El último sector, en el extremo inferior izquierdo del escudo, con un libro abierto y una pala, simboliza el Cuerámaro moderno y el progreso alcanzado a través del trabajo y la cultura como ideal de sus habitantes.

El gorro frigio que remata al escudo representa el espíritu liberal que dio origen a la congregación de Cuerámaro en 1859.

Por último, la banda que se dibuja en la parte inferior del escudo contiene la leyenda “CUERÁMARO SIEMPRE FIEL”. José V. Canchola, quien sugirió la inclusión de este lema en el escudo de armas, lo explicó y justificó de la siguiente manera: «CUERÁMARO SIEMPRE FIEL: fiel a su origen y tradiciones, al trabajo y la cultura; fiel a la libertad, a la gratitud y a las autoridades».

## Gobierno y política
Cuerámaro es uno de los  46 Municipios Libres pertenecientes al Estado de Guanajuato, cuya Constitución Política establece que:
"ARTÍCULO 106. El Municipio Libre, base de la división territorial del Estado y de su organización política y administrativa, es una Institución de carácter público, constituida por una comunidad de personas, establecida en un territorio delimitado, con personalidad jurídica y patrimonio propio, autónomo en su Gobierno Interior y libre en la administración de su Hacienda."
"ARTÍCULO 107. Los Municipios serán gobernados por un Ayuntamiento. La competencia de los Ayuntamientos se ejercerá en forma exclusiva y no habrá ninguna autoridad intermedia entre los Ayuntamientos y el Gobierno del Estado."

## Población
En el año 2000, el municipio de Cuerámaro contaba con 25.610 habitantes.

De acuerdo con los resultados definitivos del Censo de Población y Vivienda 2010 (INEGI), la población total del país es de 11.234 millones de habitantes; de éstos, 5.49 millones corresponden a Guanajuato.

El municipio de Cuerámaro tiene 27,308 habitantes, lo que representa 0.5% de la población del estado, y apenas el 0.02% del total de la República mexicana.

Del total de la población en el municipio, 52.13% son mujeres y 47.87% hombres, lo que significa que hay 1,166 mujeres más que hombres. La mayor concentración se encuentra en la ciudad de Cuerámaro, cabecera del municipio, con 13,948 habitantes. Esto significa que la población urbana representa el 51.08% del total del municipio. Las demás localidades son asentamientos rurales con menos de 1,500 habitantes.

En lo familiar, la población del municipio se agrupa en 6,602 hogares, con un promedio de 4.1 integrantes. De estos hogares, el 76.3% están encabezados por un hombre y 23.72% por una mujer. Esta situación es similar a la media del estado.

En el municipio existen 6,645 viviendas particulares. De éstas, en lo que se refiere a la disponibilidad de servicios básicos, el 95.82% cuenta con agua potable de la red pública, porcentaje superior al del país y al del estado; el 88.94% cuenta con drenaje y el 96.84% dispone de energía eléctrica, porcentajes que son similares a los del país y ligeramente inferiores a los estatales.

Respecto al nivel de bienestar de la población, reflejado en la disponibilidad de equipos y aparatos electrodomésticos en las viviendas, los resultados en el municipio son inferiores a los del estado: en este, el 72.30% de las viviendas dispone de lavadora, 85.38% tiene refrigerador y el 94.98% cuenta con televisión; en Cuerámaro, 61.64% tiene lavadora, 83.31% dispone de refrigerador y 93.86% cuenta con televisión.

### Localidades
En el censo de 2020 el municipio de Cuerámaro contaba con 86 localidades.
| Código INEGI      | Localidad            | Población (2020) |
| ----------------- | -------------------- | ---------------- |
| 110120001         | Cuerámaro            | 15 305           |
| 110120035         | Tupátaro             | 1 644            |
| 110120026         | San Gregorio         | 1 085            |
| 110120021         | Puerta de la Reserva | 1 046            |
| Otras localidades | Otras localidades    | 11 777           |
| Total municipal   | Total municipal      | 30 857           |